# Pidsînivka, Stara Vîjivka
Pidsînivka (în ucraineană Підсинівка) este un sat în comuna Sokolîșce din raionul Stara Vîjivka, regiunea Volînia, Ucraina.

## Demografie
Componența lingvistică a localității Pidsînivka
     Ucraineană (99,41%)
     Alte limbi (0,59%)
Conform recensământului din 2001, majoritatea populației localității Pidsînivka era vorbitoare de ucraineană (99,41%), existând în minoritate și vorbitori de alte limbi.